# 苏雨生
苏雨生（1890年—1937年），哈尔滨人，民初绥远河套地区巨匪（当时称“套匪”），后被冯玉祥收编，历任宁夏骑兵第四师师长、宁夏警备司令等职。

## 生平
1915年12月25日，绥远巨匪卢占魁部2000多人攻陷萨拉齐城，几天后又攻陷托克托县城，接着又过黄河夺取了东胜县城。绥远都统潘榘楹派遣驻包头的剿匪副司令李鹤翔率部进剿。12月30日，受李鹤翔派遣，团长郑金声率官军第八十团攻克了察素齐和毕克齐镇，击毙了“豁牙老五”崔永胜，击伤了匪首苏雨生，残余匪徒五六百人自万家沟逃往大青山。
1921年，绥远都统马福祥收编的绥远哥老会土匪改编的苏雨生、赵有禄、王英三个骑兵营(均隶河州人蒋辉若的骑兵支队)，在第一次直奉戰爭时，被派出支援直军。战后调驻京郊南苑，马福祥密通直军把他们全部缴械遣散。苏、赵二人则跑到河西，重振旗鼓，专门与马福祥作对。
1924年12月，惯匪苏雨生、“革命老三”赵有禄由陕北窜来绥远，勾结绥远的“哥老会”打家劫舍，到处扰害。绥远都统李鸣钟通过绥远都统署参议王英将苏雨生和赵有禄两股土匪收编入“绥远省保安骑兵第四团”，委任张万庆为团长，王英为副团长，苏雨生、赵有禄分任连长，调拨分驻于包头黄河南王英的各处田庄和同兴东一带整训。不久苏雨生、赵有禄又哗变为匪。1925年1月，绥远土匪苏雨生、赵有禄、刘喇嘛等分股侵扰包头、萨拉齐、五原、东胜等地。农历正月十六日绥远骑兵补充团（“老一团”）团长玉禄奉包头警备司令石友三之命，孤军过黄河挺进伊盟，追剿苏雨生、金宝山、刘喇嘛各股土匪，在杨三虎圪卜遇围被俘被虐杀。绥远都统李鸣钟升补充团团附满泰为团长，再进伊盟，把金宝山等驱逐到陕北，苏雨生则被招抚为西北边防骑兵游击支队司令。
1929年初，冯玉祥委任苏雨生为驻守宁夏平罗的骑兵第四师师长。1929年冬苏雨生大肆招兵，来者不拒，陕北各路游杂武装纷纷投靠：
- 第七旅：苏雨生的老骑兵部队。旅长马大牛。
- 第八旅：收编靖边县麻席湾子的武装。旅长谷莲舫。
  - 第十五团团长王子元，副团长共产党员张东皎。中共陕北特委动员党团员、进步青年、学生去第十一旅参军，组建起三个连，把党员高岗、张秀山、贺晋年等和青年学生共40多人组成学兵队，党员张东皎任学兵队队长兼党支部书记，学兵队队员高鹏飞、杨林、曹盛荣、郝新民、李仲英等发展入党。1930年秋，石子俊、王子元脱离苏雨生部，开到甘肃靖远，后被国民军系的雷中田收编为第三旅，任命石子俊为旅长、王子元为团长。后石、王二人不和，石子俊部调到定西，王子元部被改编为第三游击支队，仍驻防靖远。1931年底孙蔚如带兵入甘驱逐雷中田，控制了甘肃，王子元部被改编为甘肃宣慰使署警备第三旅，共产党张东皎升任副旅长。1932年春陕西省委指示相机发动兵变，谢子长受命从陕北来到甘肃靖远，与张东皎商议起事。在陕军孙蔚如第十七师工作的共产党人孙作宾也从兰州赶到靖远。谢子长离开不久，王子元侦知并先发制人，扣押了张东皎和王儒林，第一营营长共产党吕振华率部在靖远打拉池的东狼台仓促起义，很快就被王子元追兵打散。经多方营救，张东皎、王儒林二人获释赴兰州找谢子长商议。1932年5月，谢子长在兰州联络了50多人，通过杜洪范，以王子元警备三旅特务连名义，从兰州的军械处领得步枪八、九十支，子弹两万发、大批军装和一些手枪，秘密运到靖远县城北约90里的水泉堡发动起义，组成了陕甘工农红军游击队，下辖3个支队，谢子长出任游击队总指挥。
  - 第十六团团长张廷芝。刘志丹任副团长。
- 第九旅：收编靖边县大黄口子的武装。旅长石子俊，参谋长曹又参。1931年春被雷中田西北陆军暂编第一师收编为第三旅。1931年底杨虎城派孙蔚如入甘肃驱逐了雷中田，三旅被改编为新编第十一旅。1932年冬邓宝珊主甘，新十一旅归邓。
- 第十一旅：旅长谢子长，但谢子长拉杨庚武部、余定山民团，卡生华民团的计划落空。

1929年冯玉祥调吉鸿昌部去河南省，吉鸿昌临行前指定民政厅长马福寿代理省主席职权。由于马福寿手中没有军队，调驻守在平罗的苏雨生骑兵师进驻银川，苏雨生任城防司令。苏雨生依仗兵势，把持省政，以省府主席自居，不把马福寿放在眼里。1929年11月29日宋哲元电令马鸿宾代理宁夏省主席。因为马鸿宾反对，1930年5月冯玉祥将苏部调至甘肃平凉。苏雨生的队伍在固原当地军阀黄得贵所阻，损失较大。陇东军阀陈珪璋的第十一旅进占了平凉。苏部撤回宁安堡（今中宁县城），被马鸿宾部冶成章（外号野骡子）袭击，损失更大。石子俊、王子元裹挟谷莲舫，率部开到豫旺县下马关驻防。苏雨生收缩到宁安堡一带，立即派人前去联系投靠杨虎城事宜，最终只剩八九百人残部接受了国民革命军第十七路军总指挥杨虎城的收编。而第八、第九旅1930年8月在下马关接受冯玉祥嫡系驻兰州的西北陆军暂编第一师师长雷中田的收编，开赴靖远等地驻防，学兵队去了靖远。苏雨生部编为陕西警备骑兵第三旅任旅长，驻邠县。一批共产党员在该旅搞地下兵运：习仲勋任三团二营二连特务长。1931年3月，刘志丹部被苏雨生收编，改编为骑兵三旅补充团并任团长，马锡五任军需，成立了党支部，姜兆莹（化名杨树荣）为书记，宣传委员刘志丹，组织委员王世泰，党员发展到30余人。刘志丹补充团驻防栒邑县职田镇，但不发给粮饷。由于经济困难，陈鸿宾决定打土豪解决给养。当时职田街有个大地主刘日新被征粮20石拒缴挨了打后上吊自尽，其家属联合当地豪绅联名写状子到西安告刘志丹为“渭华暴乱的匪首”又在旬邑煽动百姓闹共产。在国民党陕西省党部的指示下，1931年4月苏雨生以开会商议军机为名，将刘志丹骗至彬县逮捕关押，又派了一个骑兵团和一个步兵团，包围职田镇，将刘志丹400多人的队伍强逼缴械。苏雨生以叛乱罪宣布判处刘志丹死刑，陕西省委闻讯后立即发动关系营救刘志丹。时任陕西省政府秘书长的地下党员南汉宸和杨虎城的高级参议杜斌丞前去找杨虎城说情，杨虎城命令苏雨生放人。1931年6月，出狱后的刘志丹在陕西省委指示下去甘肃平凉陈珪璋部继续开展兵运工作。
1931年夏，雷中田按照孙连仲的指示，派人到邠县与苏雨生联络，商定由苏雨生设法摆脱杨虎城的控制，直扑宁夏，雷中田在兰州扣留甘肃省主席马鸿宾，一举推翻马福祥在甘宁两省的政权。当时苏雨生扣留了马麟购买的机器、汽车等物资，拒不发放，杨虎城派杨渠统旅向苏部进攻，苏雨生则乘机撤离邠县、长武，企图经陇东返宁夏。8月26日下午雷中田在兰州发动政变，捕捉马鸿宾。此即雷马事变。陇东军阀新编第十三师师长陈圭璋命令旅长高广仁、刘志丹堵截。9月间，苏雨生部才到达宁夏地区，被马鸿宾部击溃。苏雨生留在陕西的残部被改编为陕西警备第三旅，旅长为黄埔一期的唐嗣桐。